# Bermagui
Bermagui ist eine Stadt im Südosten des australischen Bundesstaats New South Wales.

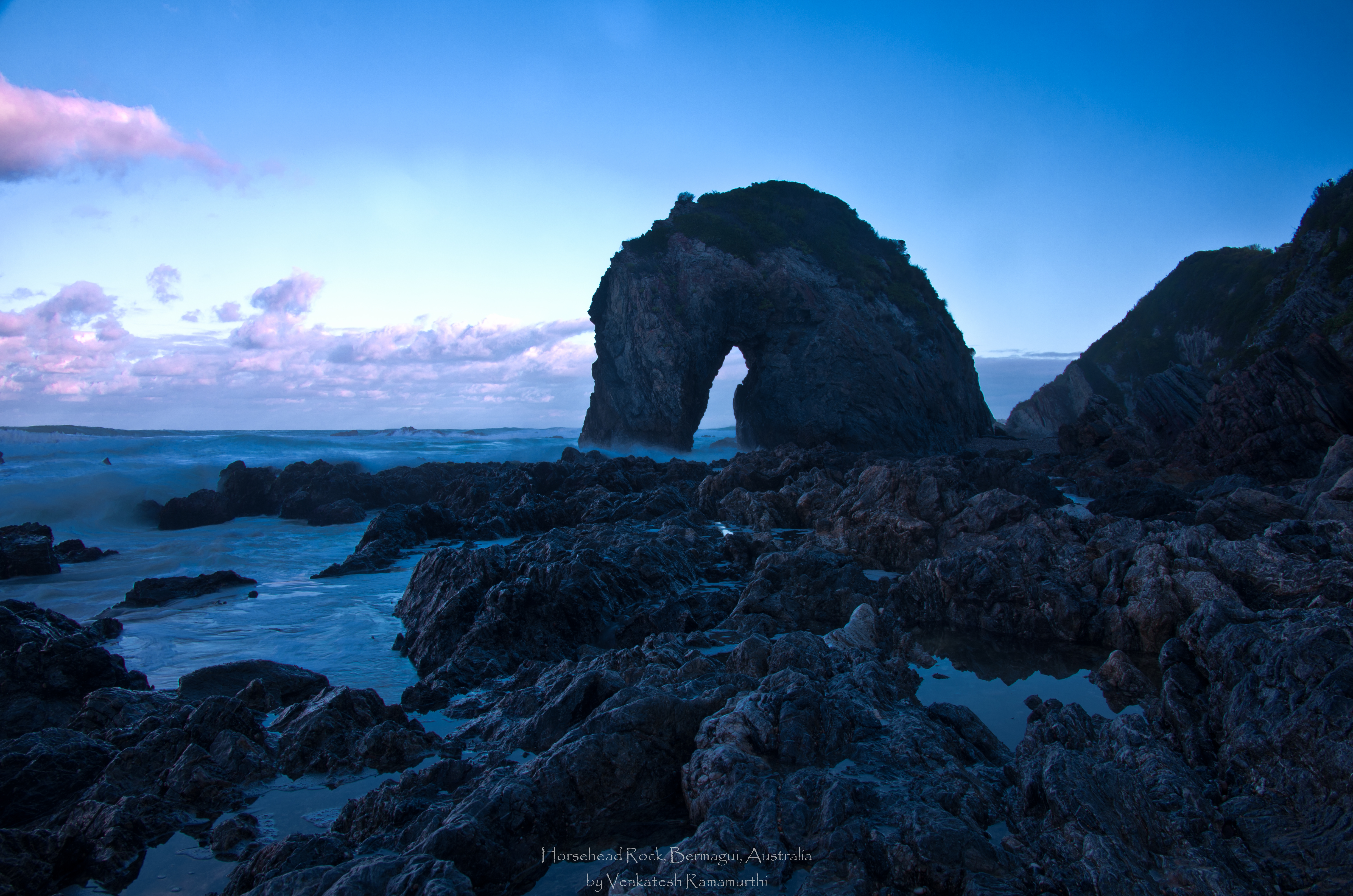
Horse Head Rock („Pferdekopf-Felsen“) im Gulaga-Nationalpark

## Geographie
2021 hatte Bermagui 1208 Wohngebäude und 1865 Einwohner. Das Durchschnittsalter betrug 58 Jahre und lag so bei weitem über dem Landesdurchschnitt von 38 Jahren. Der Ort ist bei Ruheständlern beliebt.
Bermagui liegt unmittelbar an der Küste des Pazifiks. Die Abbruchkante des australischen Kontinentalsockels zur Tiefsee liegt hier nur wenige Kilometer vor der Küstenlinie, was für großen Fischreichtum sorgt. Der Ort ist deshalb bei Hochseeanglern sehr beliebt. Tourismus spielt in der örtlichen Wirtschaft eine große Rolle.
Der Ort liegt im Dampier County, im Bega Valley Shire, etwa 150 km Luftlinie südöstlich von Canberra und 380 km südlich von Sydney. Er erstreckt sich zu beiden Seiten der Horseshoe Bay entlang der Küste und ins Inland.
Der Gulaga-Nationalpark mit dem Mount Dromedary liegt etwa 10 km nördlich von Bermagui.

## Name
Die wahrscheinlichste Erklärung für den Namen der Stadt ist, dass es sich um die Verballhornung eine Wortes aus der Yuin-Sprache der lokalen Dyirringany-Aborigines handelt. Was das Wort bedeutete, ist unbekannt. Der Fluss, der hier in das Meer mündet wurde früher abweichend Bermaguee geschrieben – warum, das ist auch nicht bekannt.

## Geschichte
Vor der Ankunft der Europäer war das Gebiet vom Volk der Dyirringany bewohnt, das zur Sprachgruppe der Yuin-Aborigines gehörte.
Die ersten Europäer, die das Gebiet betraten, waren im April 1797 die Überlebenden des Schiffsunglücks der Sydney Cove. Der Hafen von Bermagui wurde in den 1830er Jahren vor allem zur Versorgung der örtlichen Milchbauern angelegt. In den 1840er Jahren wurde er für die Verschiffung von Talg aus den in der Nähe der Mündung des Bermagui River gelegenen Siedeanlagen genutzt.
Die Stadt wurde ab 1867 angelegt und entwickelte sich schnell zu einem Fischereihafen. Sie erhielt in den 1870er Jahren eine von der Regierung gebaute Anlegestelle am Fluss. 1888 wurde im Hafen eine Anlegestelle für Seeschiffe gebaut. Holz und Milchprodukte wurden von hieraus verschifft.
1880 wurde am Bermagui River Gold gefunden. Innerhalb von drei Wochen waren 2.000 Goldsucher vor Ort. Der „Goldrausch“ dauerte bis 1884. Ebenfalls 1880 verschwanden der Regierungsgeologe Lamont Young und vier weitere Personen auf einer Bootsfahrt, die sie in Bermagui begonnen hatten. Das leere Boot wurde in der Nähe der später so genannten Mystery Bay gefunden, etwa 15 Kilometer nördlich von Bermagui. Keiner der fünf wurde je wieder gesehen. Die Bucht erhielt ihren Namen aufgrund ihres Verschwindens.
1937 beschrieb der US-amerikanische Autor Zane Grey seine Erfahrungen als Hochseeangler im Meer vor Bermagui. Das führte zu einem Hype und die Stadt wurde zu einem beliebten Ziel für Hochseeangler. Zane Grey war 1936/37 Schirmherr der Bermagui Sport Fishing Association und heute ist ein Park in der Stadt nach ihm benannt.
Seit 1948 wurde in Bermagui Thunfisch industriell verarbeitet, 1959 der Fischereihafen gebaut.

## Verkehr

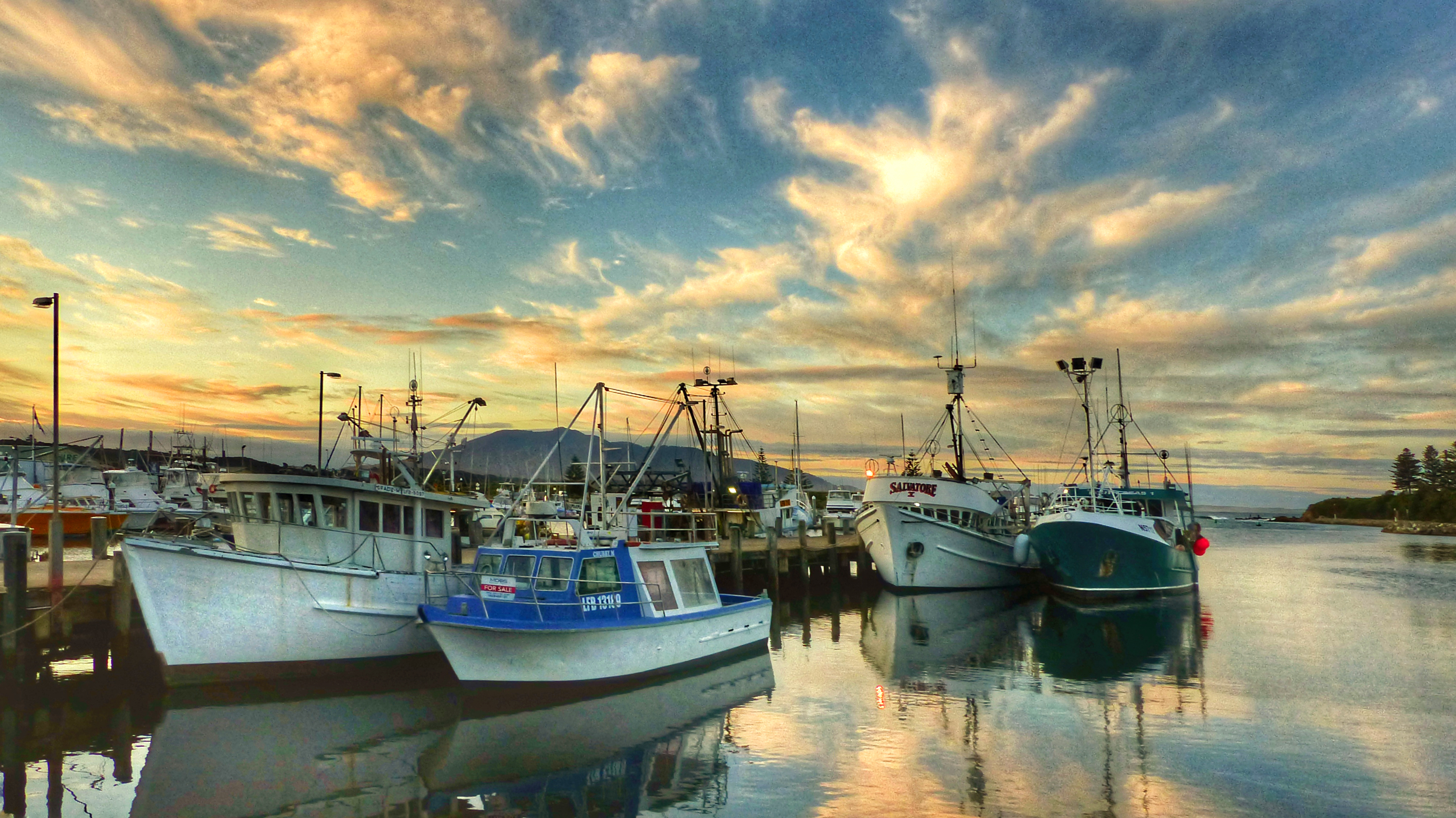
Marina von Bermagui

Bermagui verfügt über befestigte Straßenverbindungen nach Tathra (44 km südlich), Cobargo (20 km westlich) und nach Tilba (15 km nördlich), wo auch die nächstgelegene Zufahrt zum Princes Highway, der küstenparallelen Fernstraße, besteht.
Es gibt einen Fischereihafen.

## Kultur

### Bildung
Es besteht eine Grundschule, die seit 2019 auch die (faktisch ausgestorbenen) lokalen Aborigine-Sprachen, Dhurga und Djiringanj unterrichtet.

### Film
Zane Grey drehte einen Teil seines Films White Death 1936 in Bermagui und schrieb hier das Drehbuch für Rangle River. Sein Buch über seine Angelabenteuer, An American Angler in Australia, wurde 1937 veröffentlicht.
Außenszenen aus dem Film Der Mann, der Gott verklagte (The Man Who Sued God) mit Billy Connolly in der Hauptrolle wurden in Bermagui gedreht. Viele Einwohner von Bermagui spielten in dem Film mit.